# Tatiana Stepovaïa
Tatiana Iourevna Stepovaïa est une joueuse d'échecs russe née le 21 septembre 1965 à Krasnodar. Trois fois vainqueur du championnat féminin de la République soviétique de Russie (en 1987, 1988 et 1989), elle finit deuxième du championnat russe en 2003 et reçut le titre de grand maître international féminin en 1992.
Elle fut demi-finaliste du premier championnat d'Europe d'échecs individuel féminin en 2000. Lors du championnat du monde d'échecs féminin de 2001 disputé à Moscou, elle fut éliminée au premier tour par la joueuse indienne Nisha Mohota.

## Compétitions par équipe
Tatiana Stepovaïa a représenté la Russie lors de trois olympiades d'échecs féminines : en 1992, 1998 et 2000. Elle remporta la médaille d'argent par équipe en 1998 et la médaille de bronze par équipe en 2000 avec la Russie. Elle fut également double médaillée individuelle en 1998 : médaille d'argent pour la deuxième meilleure performance individuelle de l'olympiade (tous échiquiers confondus) et première joueuse à l'échiquier de réserve.
En 2001, elle remporta la coupe d'Europe des clubs d'échecs avec le club yougoslave de Agrouniverzal Zemun.